# Nobuteru Taniguchi
Nobuteru Taniguchi (谷口信輝, Taniguchi Nobuteru; Hiroshima, 18 de maio de 1971) é um automobilista japonês.